# Willem Teellinck

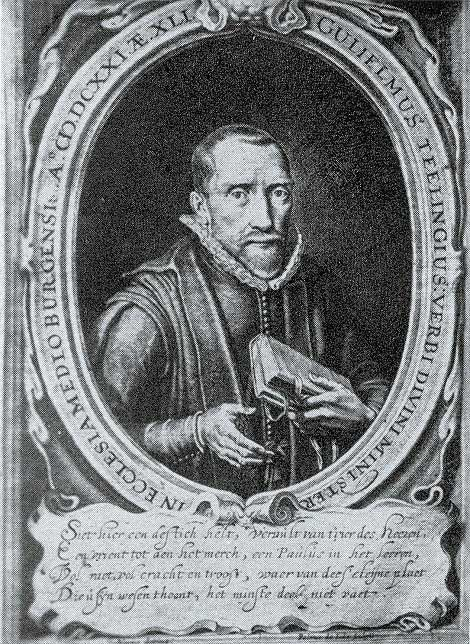
Willem Teellinck

Willem Teellinck, född 4 januari 1579 i Zierikzee, död 8 april 1629 i Middelburg, var nederländsk teolog och asketisk skriftställare; bror till Eewoud Teellinck. 
Teellinck mottog under en mångårig studieresa i sin ungdom till Skottland, Frankrike och England avgörande intryck av den engelska puritanismen och verkade efter sin hemkomst kraftigt för att sprida dess idéer och fromhetspraxis, dock under anpassning efter hemlandets förhållanden, i den nederländska kyrkan. 
Under sin prästerliga verksamhet i Burgh-Haamstede från 1606 och i Middelburg från 1613 gjorde han sig bekant som utomordentligt framstående predikant och framträdde över huvud, vid Gisbertus Voetius sida, som en av de mest inflytelserika och typiska representanterna för den egenartade reformert-nederländska pietismen (precisismen). Sin största betydelse vann Teellinck som uppbygglig, asketisk skriftställare. Som sådan är han en av den reformerta kyrkans främsta och mest inflytelserika. Flera av hans uppbyggelseskrifter utgavs i ständigt nya upplagor samt översattes även till andra språk. 
Sönerna Maximilian (död 1653), Theodorus (död 1660) och Johannes (död 1674) fullföljde traditionerna genom att utge faderns skrifter och genom eget, av samma åskådning präglat skriftställeri.